# شهرستان ژارکوفسکی
شهرستان ژارکوفسکی (به لاتین: Zharkovsky District) یک شهرستان در روسیه است که در استان تور واقع شده‌است.